# ناتاليا غوتسي
ناتاليا غوتسي (بالأوكرانية:Наталія Гоцій؛ ولدت 10 يوليو 1985) عارضة أزياء أوكرانية، وكانت فائزة في مسابقة البحث عن
عارضات فورد سوبر موديل العالمية 2004

## روابط خارجية
- ناتاليا غوتسي على موقع دليل عارضات الأزياء (الإنجليزية)
- صور ناتاليا غوتسي في ستايل.كوم